# 恒陽石化物流
恒陽石化物流有限公司，簡稱恒陽石化物流（英語：Hengyang Petrochemical Logistics Limited，SGX：5PD），在2002年，由顧文龍（董事長及首席執行官）創立，名為「江陰恒陽化工儲運有限公司」。
現時業務在國內經營液态散化及油品仓储中转、分拨、灌装业务，招股價為0.38新加坡元，發行股份為18,000,000股，集資額為6,840,000新加坡元，而股份則在2009年10月9日於新加坡交易所凱利板上市。
現時總部位於中国江苏江阴经济开发区（西区）石庄恒阳路1号。

## 外部連結
- HYPLC.com （页面存档备份，存于）